# Giulio Alfredo Maccacaro
Giulio Alfredo Maccacaro (Codogno, 8 gennaio 1924 – Milano, 15 gennaio 1977) è stato un medico, biologo e partigiano italiano, ricercatore nel campo della biometria, della microbiologia e della eziopatogenesi, in particolar modo quella ambientale e lavorativa.

## Biografia
Nel 1942 si iscrive all'Università degli Studi di Pavia e studente, partecipa alla Resistenza nelle forze partigiane dell'Oltrepò pavese, con la brigata Barni; nel 1945 entra al Collegio Ghislieri di Pavia.
Si laurea, nel 1948 a Pavia, in Medicina e Chirurgia e diviene ricercatore nella stessa Università. Negli anni 1949-50 si trasferisce presso l'Università di Cambridge, nel 1951 ritorna in Italia come assistente presso l'Istituto di Igiene Università di Pavia e all'Istituto di Patologia generale Università degli Studi di Milano
Dal 1954 al 1963 è ricercatore presso l'istituto di Microbiologia, Facoltà di Medicina dell'Università di Milano. Nel 1959 lavora come ricercatore presso il Department of Chemistry del Chelsea College of Science and Technology di Londra, come relatore del corso "Storage and transfer of information in bacteria" e l'anno successivo alla Microbial Genetics Research Unit del Medical Research Council di Londra.
Negli anni 1961-1962 è relatore del corso "Anatomy and function in microorganism" della Gordon Conference di  Meridien, Stati Uniti e docente ricercatore presso l'Università degli Studi di Modena; consegue libera docenza in Statistica Sanitaria e Microbiologia.
Nel 1964-65 a  seguito di concorso è professore di Microbiologia presso la Facoltà di Scienze dell'Università degli studi di Sassari e nel 1966 è vincitore di un secondo concorso e viene chiamato a Milano alla Cattedra di Statistica Medica e Biometria della Facoltà di Medicina e Chirurgia. In ultimo, è nominato direttore dell'istituto e del Centro Zambon per le applicazioni biomediche del calcolo elettronico, da lui voluti.
Nel 1972 fonda l'Associazione Medicina Democratica, Movimento di Lotta per la Salute e contribuisce in modo determinante all'attività iniziale dell'associazione che gli sopravviverà diffondendosi a livello nazionale. L'associazione ha conseguito e consegue importanti risultati nella tutela della salute soprattutto nell'ambiente di lavoro. 
I suoi interessi principali riguardarono:
- La statistica sanitaria e le ricerche di statistica clinica. con contributi alla biometria, studio delle diagnosi automatiche, organizzazione e recupero dei dati clinici. Disegni ed analisi delle sperimentazioni con i farmaci; controlli di qualità dei dati clinici di laboratorio e programmazione degli screenigs multifasici di massa orientati alla medicina preventiva.
- Biometria tassonomica
- Biometria farmacologica
- Biometria genetica
- Microbiologia, nelle sue implicazioni sanitarie e preventive.

G.A.Maccacaro fu uno scienziato che visse in modo completo la sua professione di studioso e ricercatore e il suo impegno sociale. Fu sempre dalla parte dei lavoratori e degli studenti ai quali profuse tempo ed energie; visse in modo onesto la sua professione di docente, senza ottenerne facili privilegi. (Sapere 1976, 1977)
Diresse le collane:
- Salute e società  Etas/Kompass (1970)
- Medicina e potere (13 volumi) Feltrinelli (1973)

Diresse la rivista:
- Sapere (1974) (nuova serie, con Giovanni Cesareo)

Fondò la rivista:
- Epidemiologia e prevenzione (1976) della quale fu anche direttore.

## Pubblicazioni
- Cattaneo A.D., Lucchelli P.E., Bona N., Maccacaro G.A. Sequential experimentation and multivariate analysis in the evaluation of a treatment for postoperative intestinal symptoms. Clin. Pharmacol. Ther. 7, 429-435 (1966).
- Cavalli, L. L., Maccacaro, G. A. Chloromycetin resistance in E. coli, a case of quantitative inheritance in bacteria. Nature 166, 991-992 (1950).
- Colombi, A., Maccacaro, G. A. Aging of the Italian population. Minerva Med. 60, 2661-2683 (1969).
- Colombo, C., Maccacaro, G. A. Antigens and mating types in Escherichia coli. Nature 178, 421 (1956).
- Comolli, R., Maccacaro, G. A. Surface properties correlated with sex compatibility in Escherichia coli. J. Gen. Microbiol. 15, 121-132 (1956).
- Gallus, G., Montanaro, N., Maccacaro, G. A. A problem of pattern recognition in the automatic analysis of chromosomes: locating the centromere. Comput. Biomed. Res. 2, 187-197 (1968).
- G.A. Maccacaro,et al., BIOMETRIA PRINCIPI E METODI PER STUDENTI E RICERCATORI BIOLOGI, Padova, Piccin editore, 1978.
- Maccacaro, G. A. A department of medicine turned upside-down. Epidemiol. Prev. 21, 153-155 (1997).
- Maccacaro, G. A. "Democratic Medicine." Movement for health.Introductory remarks at the constitutional convention of "Democratic Medicine" held in Bologna the 15-16 of May 1976
- Maccacaro, G. A. True and false prevention. Epidemiol. Prev. 21, 30-33 (1997).
- Maccacaro, G. A. 20 years of Epidemiologia & Prevenzione. Epidemiol. Prev. 20, 273-274 (1996).
- Maccacaro, G. A. Electronic elaboration of data in modern clinical and biologic research. Minerva Pediatr. 19, 1633-1641 (1967).
- Maccacaro, G. A. Biological and clinico-therapeutic importance of resistance. G. Ital. Chemioter. 13, 3-10 (1966).
- Maccacaro, G. A. The assessment of the interaction between antibacterial drugs. Prog. Ind. Microbiol. 3, 173-210 (1961).
- Maccacaro, G. A. Notes for the discussion of a plan on the statistical investigation of atmospheric pollution and its effects. Minerva Med. 49, 967-974 (1958).
- Maccacaro, G. A. Cell surface and fertility in Escherichia coli. Nature 176, 125-126 (1955).
- Maccacaro, G. A. The median in measurements in experimentation. Arch. Sci. Biol. (Bologna) 39, 156-163 (1955).
- Maccacaro, G. A. Microbiological determination of amino acids and vitamins according a new criterium. I. Mathematical premises. Boll. Soc. Ital. Biol. Sper. 29, 1055-1058 (1953).
- Maccacaro, G. A. Microbiological determination of amino acids and vitamins according a new criterium. I. Mathematical premises. Boll. Soc. Ital. Biol. Sper. 29, 1055-1058 (1953).
- Maccacaro, G. A. Frequency of recombination and age of the culture in Escherichia coli K 12. Boll. Soc. Ital. Biol. Sper. 29, 178-180 (1953).
- Maccacaro, G. A. Interpretation of the aging of acute anterior poliomyelitis. Ann. Sanita Pubblica 13, 1373-1387 (1952).
- Maccacaro, G. A., Booth, C. P. Frequency of recombination in E. coli K 12. Nature 169, 196-197 (1952).
- Maccacaro, G. A., Candeli, A. The effect of age of the parent culture on the frequency on recombination. Riv. Biol. 46, 543-553 (1954).
- Maccacaro, G. A., Comaschi, D. Investigation of hygienic conditions of housing for agricultural workers in the Communa di Vigevano. Riv. Ital. Ig. 15, 48-70 (1955).
- Maccacaro, G. A., Dordi, F. Experimental carbon disulfide poisoning. I. Carbon disulfide poisoning and vitamin B1 deficiency. Ann. Sanita Pubblica 15, 109-135 (1954).
- Maccacaro, G. A., Dordi, F. Crossed resistance to antibacterials. Boll. Ist. Sieroter. Milan. 33, 379-392 (1954).
- Maccacaro, G. A.,Dordi, F. Experimental carbon disulfide poisoning. I. Carbon disulfide poisoning and vitamin B1 deficiency. Ann. Sanita Pubblica 15, 109-135 (1954).
- Maccacaro, G. A., Lugli, A. M. Microbiological determination of amino acids and vitamins by a new criterion. III. Determination of three amino acids and three vitamins. Arch. Sci. Biol. (Bologna) 38, 437-448 (1954).
- Maccacaro, G. A., Lugli, A. M. Microbiological determination of amino acids and vitamins according to a new criterium. II. Determination of methionine. Boll. Soc. Ital. Biol. Sper. 29, 1059-1062 (1953).
- Maccacaro, G. A., Lugli, A. M. Experimental studies on thiamine determination with an Escherichia coli strain. Boll. Soc. Ital. Biol. Sper. 29, 181-184 (1953).
- Maccacaro, G. A., Lugli, A. M. Microbiological determination of amino acids and vitamins according to a new criterium. II. Determination of methionine. Boll. Soc. Ital. Biol. Sper. 29, 1059-1062 (1953).
- Maccacaro, G. A., Lugli, A. M. Experimental studies on thiamine determination with an Escherichia coli strain. Boll. Soc. Ital. Biol. Sper. 29, 181-184 (1953).
- Maccacaro, G. A., Pasinetti, A. Electron microscopic aspects of F+ and F- strains of Escherichia coli K 12. Boll. Ist. Sieroter. Milan. 34, 689-694 (1955).
- Maccacaro, G. A., Turri, M. Remarks on the periodicity of infections by phage in Escherichia coli. Nuovi Ann. Ig. Microbiol. 8, 536 (1957).
- Maccacaro, G. A., Turri, M. Kinetics of infective transmission of autocompatibility in Escherichia coli. Boll. Soc. Ital. Biol. Sper. 32, 930-935 (1956).
- Polvani, C., Maccacaro, G. A. Statistical evaluation criteria for individual hematological examination. Med. Lav. 54, 17-41 (1963).
- Rovelli, F. et al. Polycentric studies of immediate and long-term prognosis of cardioversion. Minerva Cardioangiol. 16, 283-300 (1968).
- Maccacaro G.A.et al., Scritti vari, Sapere 798,2-35 (1977)
- Turri, M., Maccacaro, G. A. Effect of temperature and other experimental variables on infective transmission of surface property in Escherichia coli. Nuovi Ann. Ig. Microbiol. 8, 537 (1957).